# Bombylius silvus
Bombylius silvus är en tvåvingeart som beskrevs av Cole och Jon C. Lovett 1919. Bombylius silvus ingår i släktet Bombylius och familjen svävflugor.
Artens utbredningsområde är Oregon. Inga underarter finns listade i Catalogue of Life.